# Private Finanzplanung
Private Finanzplanung oder persönliche Finanzplanung (englisch personal financial planning) ist die Finanzplanung der Privathaushalte.

## Allgemeines
Die Privathaushalte (Alleinstehende und Familien) können bei ihrer Finanzplanung auf dieselben Planungsmethoden und -instrumente zurückgreifen, wie sie die Betriebswirtschaftslehre für Unternehmen und öffentliche Haushalte entwickelt hat. Dort wird die Finanzplanung als Teil der gesamten Unternehmensplanung unter besonderer Berücksichtigung der Finanzierungs- und Unternehmensziele diskutiert. Erich Kosiol zufolge ist Finanzplanung eine regelmäßige Aufgabe der Finanzwirtschaft, die in gleichen Zeitabständen vorzunehmen ist. Der aktuelle Kapitalbedarf wird durch Finanzierung bereitgestellt, bei der zwischen Eigenfinanzierung und Fremdfinanzierung zu unterscheiden ist. Wesentlicher Unterschied zwischen den Unternehmen und den Privathaushalten ist, dass letztere oft über wenig oder keine finanzielle Allgemeinbildung verfügen und deshalb auch Finanzplanungstechniken ohne Fachkenntnisse nicht zum Erfolg führen.

## Eigenheiten privater Finanzplanung
Die private Eigenfinanzierung erfolgt aus dem Einkommen der Haushalte, das sich aus Arbeitseinkommen, Kapitaleinkommen oder Transfereinkommen zusammensetzen kann. Ferner gehören Verfügungen über Ersparnisse (Sparen im weitesten Sinne) oder über Erlöse aus der Veräußerung von Vermögensgegenständen zur Eigenfinanzierung. Diese Finanzierungsquellen stehen – isoliert oder kombiniert – für größere Anschaffungen zur Verfügung, die ein Haushalt vornimmt (Hausrat, Automobile, Wohnimmobilien). Reichen die Mittel der Eigenfinanzierung nicht aus, muss der Haushalt über die Aufnahme von Krediten entscheiden. Spätestens in diesem Falle ist vom Haushalt ein Finanzierungsplan aufzustellen, der bei Kreditinstituten als wichtige Kreditunterlage gilt und ein Bestandteil privater Finanzplanung darstellt.
Private Finanzplanung scheitert häufig an fehlender oder unzureichender finanzieller Allgemeinbildung. Der Finanz-Alphabetismus umfasst sowohl das abstrakte Wissen über grundlegende finanzielle Zusammenhänge und die Funktionsweise von Finanzprodukten als auch die konkrete Erfahrung im Umgang mit Bank- und Versicherungsprodukten. Schwachstellen der Verbraucher sind vor allem Kapitalanlage, Kreditaufnahme und Versicherungen. Einer Studie der Bertelsmann Stiftung aus dem Jahre 2004 zufolge gaben 47,3 % der Befragten an, sich nur ungern mit Finanzen zu beschäftigen, 50,2 % schieben finanzielle Entscheidungen auf, obwohl 61 % dafür Zeit hätten, und 61,8 % empfinden Finanzfragen als schwierig. Einerseits ist das grundlegende finanzielle Wissen für angemessene Vorsorge- und Anlageentscheidungen in weiten Teilen der Bevölkerung nicht ausreichend, andererseits steigt der Anteil richtiger Antworten in der Regel mit Bildungsgrad und Einkommen; auch trauen sich Befragte eine Antwort auf die Finanzfragen umso häufiger zu bzw. verweigern die Antwort umso seltener, je höher ihr Bildungsgrad oder Einkommen ist.

## Umfang
Private Finanzplanung umfasst die lebenszyklusorientierte Prognose eines Privathaushalts über die künftige Entwicklung von Einnahmen/Ausgaben (private Liquiditätsrechnung) und Vermögen/Schulden unter Berücksichtigung von Finanzierungs-, Geldanlage-, Altersvorsorge-, Nachfolge- und Steueraspekten bei Beachtung der individuellen finanziellen Ziele. Sie dient der Vorbereitung von Entscheidungen in persönlichen finanzwirtschaftlichen Angelegenheiten und wird in der Fachliteratur oft auf Anlageberatung verengt. Aber auch die Entscheidung darüber, ob jemand sich finanziell ein Automobil leisten kann, ist genauso Teil der privaten Finanzplanung wie der Entschluss, sich vor Schadenstragungen durch Versicherungen zu schützen.
Daneben berücksichtigt eine umfassende Finanzplanung auch rechtliche, psychologische, philanthropische und ethische Fragen, die Planung von Ausbildung, Karriere, Freizeitbudget und Ruhestandseintritt sowie die Weitergabe von Vermögen über Familiengenerationen hinweg, einschließlich der Gestaltung von Testamenten, Eheverträgen, Schenkungen oder der Begründung von Stiftungen. Sie umfasst außerdem auch die private interne Revision, d. h. die Überwachung der Struktur und Entwicklung von Zahlungsströmen, Vermögensgegenständen, Verbindlichkeiten, sowie die rechtlichen und wirtschaftlichen Rahmenbedingungen eines Haushalts.

## Methodik
Im Gegensatz zu vielen Ad-hoc-Entscheidungen, wie sie bei Privatpersonen im Alltag üblich sind (Spontankauf), setzt die private Finanzplanung auf ein systematisches Vorgehen. Dazu greift sie auf Analysemethoden zurück, die aus der betrieblichen Finanzplanung entlehnt sind. Es werden in einem ersten Schritt die Ziele sowie die finanzielle, persönliche und familiäre Ausgangssituation des Privathaushalts erfasst. Dies umfasst das Aufstellen einer Privatbilanz, einer privaten Liquiditätsrechnung (ggf. unter Verwendung eines Haushaltsbuchs) und einer privaten Gewinn- und Verlustrechnung, sowie einer Analyse vorhandener Versorgungsansprüche im Alter und bei Krankheit. So können Rückschlüsse auf Realisierbarkeit der Ziele, auf vorhersehbare Ereignisse sowie auf Risiken gezogen werden. Zunächst wird dann die benötigte Absicherung gegen finanziell existenzbedrohende Ereignisse und Risiken ermittelt (z. B. Invalidität, Haftpflicht, bei finanziell abhängigen Angehörigen auch Tod).
Nach veralteter, klassischer (nach wie vor jedoch vorherrschender) Methodik führt man anhand der Daten für die laufenden Einkünfte eine Budgetplanung durch und investiert das verbleibende Geld durch Sparen langfristig, soweit nicht noch Kredite bestehen, die damit zurückgezahlt werden können. Es soll dabei bis zum Ruhestand vermehrt oder zumindest erhalten werden, und unnötige Risiken sollen vermieden werden. Das moderne Paradigma hingegen (Robert Merton, Paul Samuelson, Zvi Bodie) sieht das Ziel umgekehrt in der optimalen risikopräferenzangemessenen Verteilung von Ausgaben über die Lebensdauer (siehe auch Konsum-Investitions-Problem). Dabei wird eine (je nach Risiko mehr oder weniger stark schwankende) Sparquote durch ein Modell vorgegeben, und für den verbleibenden Rest muss dann eine Budgetplanung durchgeführt werden.
Zwei wesentliche Problemstellungen ergeben sich bei der Anlageplanung für die verfügbaren finanziellen Mittel, und zwar einerseits die Vermögensallokation und andererseits die so genannte „Asset Location“. Die Vermögensallokation beschäftigt sich mit der Auswahl der Anlageklassen (z. B. Aufteilung zwischen riskanteren Anlagen (z. B. Wertpapiere) und verhältnismäßig sicheren Anlagen (z. B. Spareinlagen), Auswahl und Gewichtung der Einzelanlagen wie einzelner Aktien und Anleihen). Die „Asset Location“ beschäftigt sich mit der Frage, in welcher steuerlichen Gestaltung Finanzprodukte für diese Anlagen möglichst effizient angeschafft werden sollten (z. B. Direktanlage, Investmentfonds, Versicherungsmantel).

## Finanzielle Risiken
Die Haushalte müssen in ihrer privaten Finanzplanung drohende Finanzrisiken berücksichtigen, insbesondere die zwanghafte Konsumneigung (Konsumismus), unzureichende Anpassung der Ausgaben an sinkende Einnahmen, Geldmangel, die Vermeidung allgemeiner Lebensrisiken, Arbeitsunfähigkeit, Krankheit, Scheidung, Tod naher Angehöriger, unversicherte Schadenshaftungen, unerwartete Nachzahlungen (Betriebskosten oder Steuern), Gefahren durch konzentrierte Kapitalanlagen (Klumpenrisiko oder Granularität), durch überdurchschnittlich hohen Kapitaldienst bei Krediten infolge von Überschuldung oder durch zu hohe Mietkosten. Für die beiden letzten Risiken gibt es die betriebswirtschaftlichen Kennzahlen des Schuldendienstdeckungsgrads bzw. der Mietbelastungsquote. Viele dieser Risiken sind versicherbar, die nicht versicherbaren müssen durch Selbstversicherung aus dem eigenen Vermögen getragen werden. Dieses entsteht durch Vermögensbildung, die auch als Bildung von Rückstellungen und Rücklagen angesehen werden kann, wozu Unternehmen und öffentliche Haushalte gesetzlich verpflichtet sind.

## Risiko Privatinsolvenz
Es ist naheliegend, dass Privatinsolvenzen tendenziell Ausdruck einer Überforderung von Bürgern mit der privaten Finanzplanung sein können.
Gemäß dem Schuldenbarometer 2018 der Wirtschaftsauskunftei CRIF Bürgel war 2010 ein Rekordjahr mit der hohen Zahl an 139.110 in Deutschland angemeldeten Privatinsolvenzen (Privatpersonen und ehemals Selbstständige). Danach sank die jährliche Zahl der Privatinsolvenzen Jahr für Jahr bis auf den Stand von 88.995 Privatinsolvenzen im Jahr 2018. Eine Aufschlüsselung der Privatinsolvenzen nach Altersgruppen zeigt, dass die Altersgruppe der 31- bis 40-Jährigen mit 24.852 Fällen am höchsten betroffen ist. Bei der höchsten betrachteten Altersgruppe der ab 61-Jährigen waren es 9.338 Fälle. Regional betrachtet gibt es bezüglich der Privatinsolvenzen im Wesentlichen ein Nord-Süd-Gefälle: Im Bundesdurchschnitt gab es 2018 pro 100.000 Einwohner 107 Privatinsolvenzfälle. Besonders deutlich unter diesem Durchschnitt liegen die südlichen Bundesländer Baden-Württemberg und Bayern mit 72 und 73 Fällen pro 100.000 Einwohner. Am höchsten liegen folgende Bundesländer (Fälle pro 100.000 Einwohner in Klammern): Bremen (166), Niedersachsen (150), Saarland (146), Schleswig-Holstein (145) und Hamburg (143).
Für das in den letzten Jahren deutlich rückläufige Aufkommen an Privatinsolvenzen vermutet CRIF Bürgel als Grund neben der geringen Arbeitslosenquote auch das Pfändungsschutzkonto, das viele überschuldete Bürger vom Anmelden einer Privatinsolvenz abhalte.
Nachdem in den Jahren 2012 bis 2015 die Zahl der Privatinsolvenzen in der Altersgruppe der ab 61-Jährigen jeweils gestiegen war (2015 gegenüber 2011 betrug der Anstieg 26 Prozent), wurde damals ein Trend zu steigender Altersarmut vermutet, der sich in der weiteren Entwicklung der Privatinsolvenzen bis 2018 allerdings nicht bestätigte.

## Anbieter
Hauptanbieter von privater Finanzplanung als Dienstleistung sind Kreditinstitute (bei Banken, Sparkassen oder Genossenschaftsbanken oft als Teil des Private Banking), Finanzvertriebe, Vermögensverwaltungen sowie freie Anlageberater, Makler, Honorarberater und vereinzelt auch Steuerberater.
Es gibt in vielen Staaten Berufsverbände von Finanzplanern, die ihre Sichtweise zu Kriterien für gute Finanzplaner veröffentlichen. Viele dieser Verbände sind dem Financial Planning Standards Board Ltd. angeschlossen, darunter der FPSB Deutschland e.V und der Österreichische Verband Financial Planners. Diese Verbände vergeben an ihre Mitglieder Qualitätszertifikate wie den international verbreiteten Titel Certified Financial Planner und den in Spanien und Italien beliebten „European Financial Planner“. Der weltweit größte Berufsdachverband der Finanzplaner ist die Financial Planning Coalition (FPC) in den USA, bestehend aus dem Certified Financial Planner Board of Standards (CFP Board), der Financial Planning Association (FPA) sowie der National Association of Personal Financial Advisors (NAPFA).